# Euryglossa grisea
Euryglossa grisea là một loài Hymenoptera trong họ Colletidae. Loài này được Alfken mô tả khoa học năm 1907.